# Sydney Thunder
 (février 2025).
Si vous disposez d'ouvrages ou d'articles de référence ou si vous connaissez des sites web de qualité traitant du thème abordé ici, merci de compléter l'article en donnant les références utiles à sa vérifiabilité et en les liant à la section « Notes et références ».
 (février 2025).
Le Sydney Thunder est une équipe professionnelle australienne de cricket masculin qui joue dans la Big Bash League. Basé à Sydney, Nouvelle-Galles du Sud, le club est l'un des deux successeurs des Nouvelle-Galles du Sud Blues, l'autre étant les Sydney Sixers.